# 第22號鋼琴奏鳴曲 (貝多芬)
F大調第22號鋼琴奏嗚曲，作品編號54，是貝多芬的鋼琴奏鳴曲，創作於1804年，現存最早的草稿可以追逆至1804年的五、六月，並於1806年4月出版。由於這首奏鳴曲剛好在貝多芬中期兩首較具代表性的奏鳴曲「華爾斯坦」及「熱情」中間，因此往往被一些鋼琴演奏家所忽視，認為它欠缺了「華爾斯坦」或「熱情」的那份氣勢，不過音樂學者大都認為這奏鳴曲仍然有其獨特之處，旋侓上亦有吸引的段落；而在創作手法上，這奏鳴曲的兩個樂章均沒有採用奏鳴曲式寫成，而第一樂章採用了迴旋曲方式開始，同樣在此之前的所有其他鋼琴奏鳴曲也未曾試過。
本曲並沒有任何題獻，如完全按照樂譜的指示及重覆彈奏，演奏時間大約需時11至12分鐘。

## 樂曲結構
本奏鳴曲只有兩個樂章：
- 第一樂章：小步舞曲的節奏（In tempo d'un menuetto），
- 第二樂章：小快板—加快（Allegretto — Più allegro），

## 樂曲分析

### 第一樂章
樂譜上雖然標示採用小步舞曲的節奏，實際上這個樂章並不是小步舞曲，而是一首迴旋曲，採用最基本的ABACA形式寫成。

### 第二樂章
先以左、右手的十六分音符音列呼應開始。

## 外部連結
- 波茵貝多芬之家有關《第22號鋼琴奏鳴曲》資料（德文）
- 希夫·安德拉斯談論貝多芬的《第22號鋼琴奏鳴曲》 （页面存档备份，存于）（替代連結）
- 貝多芬《第22號鋼琴奏鳴曲》：国际乐谱典藏计划上的乐谱
- 帕福利·江珀潘恩（Paavali Jumppanen）於伊莎貝拉嘉納藝術博物館內的演奏版本
- 贝多芬《第22号钢琴奏鸣曲》创作历程的介绍及对音乐内容的评论（英文）